# Медені Поляни
Ме́дені Поля́ни (болг. Медени поляни) — село в Пазарджицькій області Болгарії. Входить до складу общини Велинград.

## Населення
За даними перепису населення 2011 року у селі проживали 728 осіб.
Національний склад населення села:
| Національність   | Кількість осіб | Відсоток |
| ---------------- | -------------- | -------- |
| турки            | 159            | 62,6%    |
| болгари          | 93             | 36,6%    |
| цигани           | 0              | 0%       |
| Всього відповіли | 254            |          |

Розподіл населення за віком у 2011 році:
Динаміка населення: